# 딸 칠형제
딸 칠형제(딸 七兄弟)는 한국에서 제작된 박시춘 감독의 1958년 영화이다. 김연 등이 주연으로 출연하였고 윤봉춘 등이 제작에 참여하였다.

## 출연

### 주연
- 김연
- 최봉
- 김승호

## 제작진
- 조명: 고해진
- 녹음: 이경순
- 미술: 임명선